# Erwin Weiss (Chemiker)

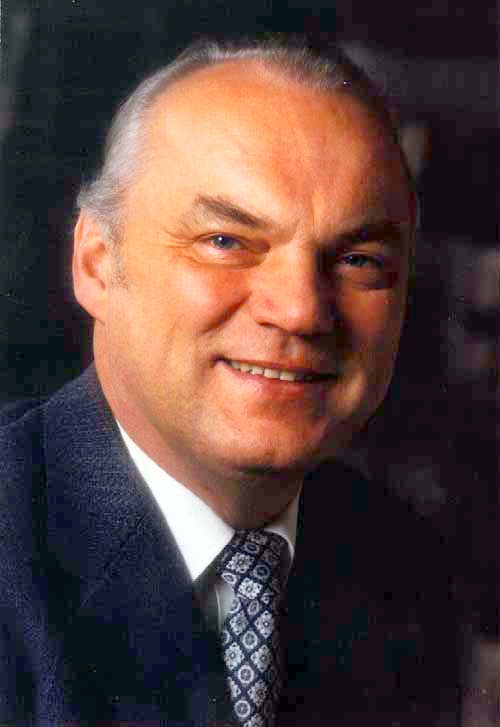
Erwin Weiss

Erwin Weiss (* 9. Juli 1926 in Arzberg/Oberfranken; †  27. April 2019) war ein deutscher Chemiker und Professor für Anorganische Chemie an der Universität Hamburg.

## Leben und Werk
Nach Kriegsdienst und Kriegsgefangenschaft (1944–47) studierte er an der Technischen Hochschule (jetzt Technische Universität) München Chemie und wurde 1956 bei Walter Hieber zum Dr. rer. nat. promoviert. Seine Experimentalarbeit Zur Strukturchemie von Metallcarbonylverbindungen und Aromatenkomplexen enthielt auch den röntgenographischen Kristallstrukturbeweis für die damals von Walter Hafner und Ernst Otto Fischer (Nobelpreis für Chemie 1973) synthetisierte sensationelle metallorganische Verbindung Bis(benzol)chrom.
Es folgten verschiedene Auslandsaufenthalte: 1956 als Stipendiat am Massachusetts Institute of Technology in Cambridge, USA, 1957–61 als wissenschaftlicher Mitarbeiter am Forschungsinstitut European Research Associates (ERA) in Brüssel und 1961–65 als Abteilungsdirektor am Cyanamid European Research Institute (CERI) in Genf.
1965 folgte er einem Ruf als Professor an die Universität Hamburg, wo er bis zu seiner Emeritierung 1991 am Institut für Anorganische und Angewandte Chemie forschte und lehrte. Seine Forschungsschwerpunkte lagen bei der Synthese und röntgenographischen Strukturaufklärung metallorganischer Verbindungen mit einem weiten Spektrum von Metallen und Liganden, darunter Carbonyl-. Olefin- und andere Kohlenwasserstoff-Gruppen. Dabei wurden auch einige erste Vertreter mit Metall-Hauptgruppenelement-Mehrfachbindungen entdeckt. Bereits in Genf begonnene Untersuchungen der Struktur von Methyllithium als einfachster Organometall-Verbindung wurden systematisch erweitert und u. a. auf weitere Methyle und Organyle von Natrium, Kalium, Rubidium, Caesium, Magnesium und Kupfer ausgedehnt. Damit wurden die vielfältigen Koordinationsmöglichkeiten dieser Substanzklassen erkannt. Die Ermittlung der Präzisionsstrukturen von LiCH3, NaCH3 und KCH3 gelang durch Anwendung von Neutronenstrahlung und Synchrotronstrahlung.

## Mitgliedschaften und Auszeichnungen
- 1969–1971 war Weiss Mitglied der Commission on the Nomenclature of Inorganic Chemistry der International Union of Pure and Applied Chemistry IUPAC.[5]
- 1990–2005 war er gewähltes Mitglied der Joachim-Jungius-Gesellschaft der Wissenschaften.[6]
- 1992 erhielt er den Gay-Lussac-Humboldt-Preis der französischen Regierung.[5]
- Seit Gründung 2005 war Erwin Weiss Mitglied der Akademie der Wissenschaften in Hamburg.[6]

## Schriften (Auswahl)
Weiss war Autor oder Mitautor von über 200 Publikationen in angesehenen wissenschaftlichen Zeitschriften.